# Turpinia parvifoliola
Turpinia parvifoliola är en pimpernötsväxtart som beskrevs av Louis Otho Otto Williams. Turpinia parvifoliola ingår i släktet Turpinia och familjen pimpernötsväxter. Inga underarter finns listade i Catalogue of Life.